# سیارک ۲۹۲۹۲
سیارک ۲۹۲۹۲ (به انگلیسی: 29292 Conniewalker، نامگذاری:1993KZ1) بیست و نه هزار و دویست و نود و دومین سیارک کشف شده‌است که در ۲۴ مه ۱۹۹۳ کشف شد.